# شهرستان چانگشینگ
شهرستان چانگشینگ (به لاتین: Changxing County) یک منطقهٔ مسکونی در چین است که در هوجا واقع شده‌است.